# 魯德卡-米林西卡
51°10′37″N 25°10′8″E / 51.17694°N 25.16889°E
魯德卡-米林西卡（烏克蘭語：Рудка-Миринська），是烏克蘭的村落，位於該國西部沃倫州，由科韋利區負責管轄，面積0.01平方公里，海拔高度168米，2001年人口145，人口密度每平方公里12,083.33人。